# NL (radioprogramma)
NL was een Nederlands radioprogramma van de TROS op de publieke radiozender Radio 2.
Zoals de naam van het radioprogramma al aangeeft, werden er hier voornamelijk Nederlandse liederen ten gehore gebracht. Er was aandacht voor herinneringen van de luisteraars en ook werd er gekeken naar het verleden van de muziek gemaakt op Nederlandse bodem. NL werd gepresenteerd door Edwin Diergaarde. Sinds 1 september 2009 is het programma van de zender gehaald.